# Tromsø domprosteri

Prosterier i Nord-Hålogalands stift. Det ljusröda området på kartan är Tromsø domprosteri.

Tromsø domprosteri (norska: Tromsø domprosti) är ett kontrakt (prosteri, norska: prosti) i Nord-Hålogalands stift inom Norska kyrkan. Kontraktet omfattar kommunerna Karlsøy och Tromsø i Troms fylke i norra Norge. Utöver det omfattar kontraktet även ögruppen Svalbard.

## Socknar
Tromsø domprosteri består av elva socknar (norska: sokn eller sogn):
- Elverhøy socken
- Grønnåsens socken
- Hillesøy socken
- Karlsøy socken
- Krokens socken
- Kvaløy socken
- Sandnessunds socken
- Svalbards socken
- Tromsø domkyrkas socken
- Tromsøysunds socken
- Ullsfjords socken